# کونراد رز
کونراد رز (به انگلیسی: Conrad Ross) بازیکن و مربی فوتبال اهل اروگوئه بود.
وی به عنوان سرمربی ۲ بار تیم فوتبال سوشو را قهرمان لیگ ۱ کرد.